# 豊橋新城スマートインターチェンジ
豊橋新城スマートインターチェンジ（とよはししんしろスマートインターチェンジ）は、愛知県豊橋市・新城市において事業中の東名高速道路のスマートインターチェンジである。名称は仮称である。

## 概要
本線直結型で建設され、利用可能車種はETC搭載の全車種で24時間運用、上下線ともに出入可となる予定。
スマートインターチェンジの予定地内には東名ハイウェイバス 豊橋北バスストップが存在した。

## 道路
- E1 東名高速道路

間接接続
- 愛知県道81号豊橋下吉田線

## 沿革
- 2021年（令和3年）8月6日 : 国土交通省より連結許可[1]。
- 2024年（令和6年）5月13日 : 着工[2]。
- 2026年（令和8年）度 : 供用開始予定[3]。

## 周辺
- 大原調整池
- 五葉城址
- 半原藩邸跡
- 新城カントリー倶楽部

## 隣
E1 東名高速道路
(17)三ヶ日IC - (17-1)三ヶ日JCT  - 新城PA - 豊橋新城スマートIC（仮称・事業中） - 豊橋PA（下り線のみ） - (18)豊川IC